# Tube de Malpighi

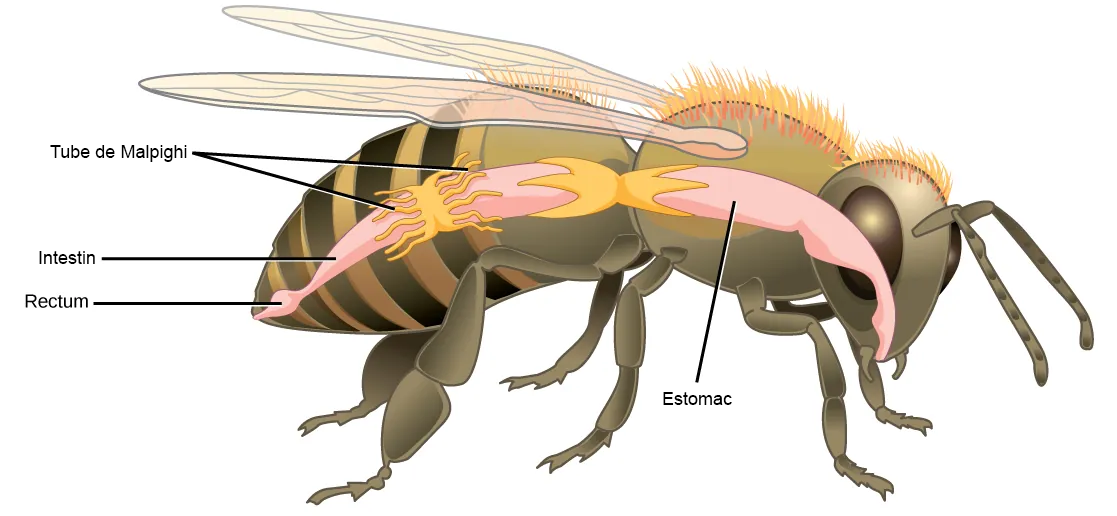
Schéma du systéme digestif des panarthropodes

Les tubes de Malpighi sont, chez les Panarthropodes un des organes constituant leur appareil excréteur. Ils sont un peu l'équivalent des reins chez les vertébrés. Ils éliminent donc des déchets hors du corps de l’animal.

## Dénomination
Les tubes de Malpighi ont  été nommés du nom de leur découvreur Marcello Malpighi.

## Anatomie
Les tubes de Malpighi sont des évaginations de la partie terminale du tube digestif, de forme tubulaire et de structure apparentée à celle des néphrons des vertébrés. Leur nombre varie de deux à plus de cent selon les espèces.

## Physiologie
Elle évolue avec l'âge de l'individu, du stade embryonnaire au stade adulte, et notamment au cours des métaphorphoses. Ils ont plusieurs fonctions connues.
- Ce sont d'abord des organes motiles[4] et pulsatiles[5]) de l'excrétion ; ils achèvent le processus de digestion et nutrition ; ils baignent dans l'hémolymphe dont ils extraient activement le potassium.
- Ils produisent du mucus[6], notamment utilisé par certaines larves pour former leur cocon ou abri[7].
- Ils jouent aussi un rôle dans la régulation ionique[8] et l'osmorégulation ; l'eau du bol alimentaire est réabsorbée[9], ce qui diminue les pertes d'eau et permet à l'insecte de vivre en milieu très sec.
- Ils jouent un rôle de détoxication en filtrant les déchets azotés, l'acide urique, les granules d'oxalate de calcium (expulsés sous forme de concrétions minérales[10],[11]), et le chlorure de sodium en excès.
- Chez la larve d'une espèce néozélandaise (Arachnocampa luminosa), ils abritent une réaction de bioluminescence[12] ; un phénomène un peu similaire a été observé chez la chenille du Bombix neustria L.[13].
- Ils peuvent être parasités[14], mais parfois les interactions entre le parasite et l'hôte pourraient être de type interactions durables.

## Biologie comparée
L'étude de cet organe chez les insectes, et leur physiologie comparée, entreprise il y a plus d'un siècle, notamment par E. Licent en 1912, présente un intérêt en taxonomie (par exemple pour la détermination des blattes) mais aussi, selon Poll (1932), en phylogénèse et pour leur comparaison avec le tube urinaire des vertébrés.